# Jean-Paul Nemoyato Begepole
Jean-Paul Nemoyato Bagebole, né le 17 novembre 1969 à Ngwale, est un homme politique de la république démocratique du Congo et professeur d’université. Il est président du parti politique Debout Congolais pour la Renaissance et est un ancien membre de la Convention des democrates chretiens (CDC) de Mokonda Bonza Florentin. Il est ministre de l’Économie et du Commerce au sein du gouvernement Matata,.
Jean-Paul Nemoyato est, en 2021, le chef de l'alliance politique Alliance pour la transformation intégrale du Congo (ATIC). Le parti rejoint l'Union sacrée de la nation, la coalition de l'Assemblée nationale qui soutient le président Félix Tshisekedi.